# Marcin Nurowski
Marcin Daniel Nurowski (ur. 7 września 1934 w Lublinie, zm. 21 lipca 2017 w Warszawie) – polski prawnik i ekonomista, historyk, dyplomata, wiceprezydent Warszawy (1988), wiceminister handlu wewnętrznego i usług (1981–1988) oraz minister rynku wewnętrznego (1988–1989).

## Życiorys
Syn Czesława i Janiny Nurowskich. Ukończył studia historyczne (1958) i prawne na Uniwersytecie Warszawskim. Od 1957 związany ze Stronnictwem Demokratycznym. Podjął pracę w Centralnej Komisji ds. Kół Młodych SD jako jej sekretarz. Od 1965 był zatrudniony w Komitecie Drobnej Wytwórczości w charakterze naczelnika wydziału, następnie wicedyrektora departamentu, później był m.in. głównym specjalistą w Ministerstwie Handlu Wewnętrznego i Usług. Od 1977 ponownie pracował w Centralnym Komitecie SD, gdzie kierował Centralnym Ośrodkiem Kształcenia Kadr SD.
W grudniu 1981 objął tekę wiceministra handlu wewnętrznego i usług w rządzie Wojciecha Jaruzelskiego (na stanowisku pozostał do 1988). W 1988 przez kilka miesięcy był wiceprezydentem Warszawy, po czym został mianowany ministrem rynku wewnętrznego w rządzie Mieczysława Rakowskiego (od października 1988 do września 1989). Po dwuletniej przerwie w pracy objął w 1992 posadę dyrektora spółdzielni rzemieślniczej w Otwocku (do 1994), następnie był radcą ambasady RP w Tallinnie i kierownikiem Wydziału Handlowo-Ekonomicznego placówki (do 2000).
Opublikował kilka książek, kilkaset artykułów prasowych (dotyczących prawa, ekonomii oraz historii regionalnej), był także inicjatorem powstania słownika polsko-estońskiego. W 2005 ukazała się jego książka poświęcona Szymonowi Askenazemu.
Odznaczony m.in. Srebrnym i Złotym Krzyżem Zasługi oraz Krzyżem Kawalerskim Orderu Odrodzenia Polski. Brat Piotra Nurowskiego.
Pochowany na cmentarzu parafialnym w Zawichoście.

## Wybrane publikacje
- (oprac. Marcin Nurowski, Andrzej Szablewski), Drobna wytwórczość, Państwowe Wydawnictwo Ekonomiczne, Warszawa 1982
- (wraz z Weroniką Mikołajczuk, Marianem Zarzyckim), Litwa, Łotwa, Estonia: poradnik eksportera artykułów rolno-spożywczych, Szkoła Główna Gospodarstwa Wiejskiego. Centrum Naukowo-Wdrożeniowe, Warszawa 2000.
- Szymon Askenazy: wielki Polak wyznania mojżeszowego, Warszawa 2005.